# Emenda Constitucional n.º 88 à Constituição brasileira de 1988
A Emenda Constitucional n° 88 de 2015, que durante o seu processo de tramitação foi conhecida como PEC da Bengala (nome oficial: Proposta de Emenda à Constituição n° 42 de 2003) é uma emenda constitucional proposta pelo senador Pedro Simon, eventualmente aprovada pelo Congresso em 2015 que aumentou a idade de aposentadoria compulsória dos servidores públicos — e, por extensão, dos ministros do Supremo Tribunal Federal, que possuem cargo vitalício — de 70 para 75 anos. Foi regulamentada por Lei Complementar, proposta pelo senador José Serra e aprovada por unanimidade.
Críticos apontam que a PEC da Bengala seria uma violação do equilíbrio entre os três poderes da república, pois configuraria interferência do legislativo sobre o judiciário, além de uma tentativa de impedir que a então presidente Dilma Rousseff nomeasse 6 ministros ao STF, uma vez que, tendo sido reeleita em 2014, um total de 6 ministros se aposentariam durante seus 8 anos de governo.

## Histórico
A PEC da Bengala foi inicialmente aprovada no Senado ainda em 2006, mas ficou quase 10 anos parada, sem ser votada na Câmara. A então presidente Dilma Rousseff, que em seu primeiro mandato já tinha indicado 2 ministros para o STF (Luiz Fux em 2011, Luís Roberto Barroso em 2013) e um terceiro após ter sido reeleita (Edson Fachin, em 2015), teria direito a indicar mais dois nomes, que se somados aos oito já indicados pelo presidente Lula em seus dois mandatos anteriores, chegaria a totalidade de ministros indicados por presidentes do Partido dos Trabalhadores. Com a Crise econômica brasileira de 2014, que eventualmente levaria ao Impeachment de Dilma Rousseff, houve pressão política para a PEC ser aprovada, o que ocorre em 5 de maio de 2015.
Uma vez tendo sido aprovada, a PEC da Bengala precisava de uma lei complementar (PLS 274/2015) que a regulamentasse para que ela entrasse efetivamente em vigor. A lei foi aprovada por unanimidade, foi vetada integralmente pela presidente Dilma mas o Congresso derrubou seu veto por ampla maioria.

## Tentativas de revisão
Durante o governo de Jair Bolsonaro, o assunto voltou à tona. Bolsonaro, em seus quatro anos de mandato, indicaria dois ministros ao STF (Kassio Nunes Marques em 2020, e André Mendonça em 2022), mas demonstrava descontentamento com a maioria dos ministros do tribunal ter sido indicada por seus opositores políticos, e propôs que a PEC da Bengala fosse revogada, o que lhe daria o direito a indicar um total de 4 ministros ao STF. Assim, sua aliada e deputada-federal Bia Kicis propôs uma nova emenda constitucional (PEC 159/2019) que revogaria a mudança na idade compulsória, retornando aos 70 anos. A proposta seria aprovada pela Comissão de Constituição e Justiça e de Cidadania da Câmara, mas não teve mais nenhum movimento desde então (foi engavetada).